# Europawahl in Finnland 2009
Die Europawahl in Finnland 2009 fand am 7. Juni 2009 statt. Sie wurde im Zuge der EU-weit stattfindenden Europawahl 2009 durchgeführt, wobei in Finnland 13 der 736 Sitze im Europäischen Parlament vergeben wurden. Neben den sechs im Europäischen Parlament vertretenen Parteien traten bei der Wahl noch sieben weitere Parteien und eine Wählervereinigung an.

## Wahlablauf und Wahlbeteiligung
Insgesamt 4.326.246 finnische Bürger waren zu der Wahl zugelassen. Zusätzlich hatten noch 6.211 in Finnland lebende Personen aus anderen EU-Ländern entschieden, ihre Stimme für eine finnische Partei abzugeben.
Vom 27. bis 30. Mai und 1. bis 2. Juni konnte an diversen Zentren in Finnland vorab gewählt werden. Im Ausland konnte vom 27. bis 30. Mai 2009 an den finnischen Auslandsvertretungen ebenfalls die Stimme abgegeben werden. Personen, deren körperlicher Zustand den Besuch eines Wahllokals nicht zuließen, konnten gegen eine Ankündigung bis spätestens 26. Mai auch von zuhause aus wählen. Am Sonntag, den 7. Juni 2009, fand der offizielle Wahltag statt. Die Wahllokale waren an diesem Tag in ganz Finnland von 9 bis 20 Uhr geöffnet.
Die Wahlbeteiligung lag inkl. Auslandswähler bei 38,6 %, in Finnland bei 40,3 %. Damit war die Wahlbeteiligung gegenüber 2004 um 0,8 % gesunken. Am höchsten war die Teilnahme mit 68,4 % in Kauniainen, am niedrigsten in Hyrynsalmi mit 25,5 %.

## Wahlsystem
Dreizehn Parteien und eine Wählervereinigung standen zur Wahl. Insgesamt kandidierten 241 Personen um die dreizehn finnischen Sitze im Europäischen Parlament. Elf der Parteien stellten jeweils 20 Kandidaten auf, die zwei Parteien Finnische Christdemokraten und Wahre Finnen je 10 Kandidaten. Die Wählervereinigung stellte mit Liisa Sulkakoski eine Einzelkandidatur.
Finnland nutzt bei der Wahl das System der offenen Listen, wodurch die Reihenfolge der Kandidaten nicht nur die Parteien festgelegt wird. Die Wähler stimmen nicht für eine Partei selbst ab, sondern nur für deren Kandidaten. Die Stimmen, die alle Kandidaten einer Partei zusammen erhalten haben, werden für die Bestimmung der Menge an Sitzen, die eine Partei erhält, verwendet. Für diese Bestimmung findet das D’Hondt-Verfahren Anwendung. Innerhalb einer Partei werden dann jene Kandidaten Abgeordnete, die die meisten Stimmen erhalten haben. In diesem Verfahren können Kandidaten, die zwar viele Stimmen erhalten haben, deren Partei aber nicht genug Sitze hat, gegenüber Kandidaten mit weniger Stimmen, aber mehr freien Sitzen, unterliegen.

## Wahlausgang
Gewinner der Europawahl waren die Wahren Finnen und der Grüne Bund. Die Wahren Finnen konnten knapp 10 % der Stimmen gewinnen und zogen erstmals mit einem Abgeordneten ins Europäische Parlament ein. Ihren Wahlkampf prägten vor allem Europaskepsis und Immigrationsfeindlichkeit. Die Grünen konnten durch eine Steigerung um etwa 2 Prozentpunkte einen zweiten Sitz erringen. Ihre Wähler leben vor allem in den großen Städten im Süden Finnlands.
Die drei großen Parteien Finnlands, die Nationale Sammlungspartei, die Finnische Zentrumspartei und die Sozialdemokratische Partei Finnlands, mussten alle drei mehr oder weniger große Verluste einstecken. Die Nationale Sammlungspartei konnte zwar ihren Vorsprung gegen die beiden anderen Parteien ausbauen und verlor auch kaum an Stimmen, durch die geringere Wahlbeteiligung verlor sie jedoch einen Sitz. Auch die Zentrumspartei und die Sozialdemokraten verloren je einen Sitz, allerdings waren auch ihre Stimmverluste bedeutend größer. Die Zentrumspartei verlor über 4 Prozentpunkte der Stimmen.
Die Christdemokraten hatten ein Wahlbündnis mit den Wahren Finnen abgeschlossen. Obwohl sie fast 30.000 Stimmen weniger erhielten als das Linksbündnis, verhalf ihnen dieses Wahlbündnis zu einem Abgeordneten. Das Linksbündnis dagegen verlor seinen einzigen Sitz und ist damit nicht mehr im Europäischen Parlament vertreten. Die Schwedische Volkspartei konnte ihren einzigen Sitz knapp behalten.

## Ergebnis
| Listen                                  | Listen                                     | Stimmen   | %    | +/-  | Mandate | +/- |
| --------------------------------------- | ------------------------------------------ | --------- | ---- | ---- | ------- | --- |
|                                         | Nationale Sammlungspartei (KOK)            | 386.416   | 23,2 | −0,5 | 3       | −1  |
|                                         | Finnische Zentrumspartei (KESK)            | 316.798   | 19,0 | −4,3 | 3       | −1  |
|                                         | Sozialdemokratische Partei Finnlands (SDP) | 292.051   | 17,5 | −3,6 | 2       | −1  |
|                                         | Grüner Bund (VIHR)                         | 206.439   | 12,4 | +2,0 | 2       | +1  |
|                                         | Die Finnen (PS)                            | 162.930   | 9,8  | +9,3 | 1       | +1  |
|                                         | Schwedische Volkspartei                    | 101.453   | 6,1  | +0,4 | 1       | ±0  |
|                                         | Linksbündnis (VAS)                         | 98.690    | 5,9  | −3,2 | –       | −1  |
|                                         | Finnische Christdemokraten (KD)            | 69.458    | 4,2  | −0,1 | 1       | +1  |
|                                         | Kommunistische Partei Finnlands (SKP)      | 8.089     | 0,5  | −0,1 | –       | ±0  |
|                                         | Für die Armen                              | 4.338     | 0,3  | −0,1 | –       | ±0  |
|                                         | Unabhängigkeitspartei (IPU)                | 3.563     | 0,2  | N/A  | –       | N/A |
|                                         | Finnische Arbeiterpartei (STP)             | 3.169     | 0,2  | Neu  | –       | Neu |
|                                         | Seniorenpartei Finnlands (SSP)             | 2.974     | 0,2  | ±0,0 | –       | ±0  |
|                                         | Unabhängige 1                              | 8.463     | 0,5  | +0,5 | –       | ±0  |
| Gesamt                                  | Gesamt                                     | 1.664.831 | 100  |      | 13      | –1  |
|                                         |                                            |           |      |      |         |     |
| Ungültige Stimmen                       | Ungültige Stimmen                          | 7.603     | 0,5  | –0,1 |         |     |
| Wähler                                  | Wähler                                     | 1.672.434 | 40,5 | +1,1 |         |     |
| Wahlberechtigte                         | Wahlberechtigte                            | 4.131.827 |      |      |         |     |
|                                         |                                            |           |      |      |         |     |
| Quellen: Tilastokeskus: Listen – Wähler |                                            |           |      |      |         |     |

## Fraktionen im Europäischen Parlament
| Partei                         | Partei                               | Mandate | Fraktion |
| ------------------------------ | ------------------------------------ | ------- | -------- |
|                                | Nationale Sammlungspartei            | 3 / 13  | EVP      |
|                                | Finnische Zentrumspartei             | 3 / 13  | ALDE     |
|                                | Sozialdemokratische Partei Finnlands | 2 / 13  | S&D      |
|                                | Grüner Bund                          | 2 / 13  | G/EFA    |
|                                | Die Finnen                           | 1 / 13  | EFD      |
|                                | Schwedische Volkspartei              | 1 / 13  | ALDE     |
|                                | Finnische Christdemokraten           | 1 / 13  | EVP      |
|                                |                                      |         |          |
| Quelle: Europäisches Parlament |                                      |         |          |

## Abgeordnete
Zu Abgeordneten im Europäischen Parlament wurden acht Frauen und fünf Männer gewählt. Ihr Alter zum Zeitpunkt der Wahl reicht von 27 bis 63. Sechs der gewählten Kandidaten sind komplett neu im Europaparlament.
| Name                | Partei                               | Stimmenanzahl |
| ------------------- | ------------------------------------ | ------------- |
| Ville Itälä         | Nationale Sammlungspartei            | 65.916        |
| Anneli Jäätteenmäki | Finnische Zentrumspartei             | 80.007        |
| Mitro Repo          | Sozialdemokratische Partei Finnlands | 71.517        |
| Timo Soini          | Wahre Finnen                         | 130.432       |
| Heidi Hautala       | Grüner Bund                          | 58.952        |
| Sirpa Pietikäinen   | Nationale Sammlungspartei            | 51.446        |
| Hannu Takkula       | Finnische Zentrumspartei             | 39.311        |
| Liisa Jaakonsaari   | Sozialdemokratische Partei Finnlands | 45.335        |
| Eija-Riitta Korhola | Nationale Sammlungspartei            | 51.211        |
| Sari Essayah        | Finnische Christdemokraten           | 53.688        |
| Riikka Manner       | Finnische Zentrumspartei             | 37.304        |
| Satu Hassi          | Grüner Bund                          | 56.855        |
| Carl Haglund        | Schwedische Volkspartei              | 16.853        |

Von den Abgeordneten des letzten Europaparlamentes erhielten Ari Vatanen und Jani Sievinen nicht genug Stimmen für eine Fortsetzung ihres Amts. Eeva-Riitta Siitonen entschied sich, nicht mehr anzutreten.
Erfolgreichster Kandidat war Timo Soini mit über 130.000 Stimmen, was auch rund 80 % der Gesamtzahl der Stimmen seiner Partei ausmacht.
Der Kandidat Risto E.J. Penttilä hatte mit 50.881 zwar das zehntbeste Ergebnis aller Kandidaten, jedoch nur das viertbeste seiner Nationalen Sammlungspartei, die nur drei Sitze gewinnen konnte. So erhielten vier Kandidaten anderer Parteien mit weniger Stimmen den Vorzug.